# Diocesi di Elatea
La diocesi di Elatea (in latino: Dioecesis Elatensis) è una sede soppressa e sede titolare della Chiesa cattolica.

## Storia
Elatea, oggi nel territorio comunale di Amflikeia-Elateia, è un'antica sede vescovile della Grecia. Non è più menzionata nella Notitia Episcopatuum redatta dall'imperatore bizantino Leone VI (886-912) ed in quelle successive.
A questa antica diocesi, scomparsa probabilmente con le prime invasioni barbariche, Le Quien attribuisce due vescovi: Atenodoro, che prese parte al concilio di Sardica; e Alessandro, che sottoscrisse nel 458 la lettera dei vescovi della Grecia all'imperatore Leone I dopo la morte di Proterio di Alessandria.
Dal 1933 Elatea è annoverata tra le sedi vescovili titolari della Chiesa cattolica; la sede è vacante dal 26 maggio 1981.

## Cronotassi dei vescovi greci
- Atenodoro † (menzionato nel 344)
- Alessandro † (menzionato nel 458)

## Cronotassi dei vescovi titolari
- Ange-Auguste Faisandier, S.I. † (24 settembre 1934 - 25 maggio 1935 deceduto)
- Roger-Henri-Marie Beaussart † (19 giugno 1935 - 10 dicembre 1943 nominato arcivescovo titolare di Mocisso)
- Giuseppe Zaffonato † (6 febbraio 1944 - 27 settembre 1945 nominato vescovo di Vittorio Veneto)
- John Christopher Cody † (6 aprile 1946 - 2 giugno 1950 succeduto vescovo di London)
- Dominic Tang Yee-ming, S.I. † (1º ottobre 1950 - 26 maggio 1981 nominato arcivescovo di Guangzhou)